# Waterschap Botshol
Botshol was een klein waterschap in de gemeenten Abcoude en Vinkeveen, in de Nederlandse provincie Utrecht. Het besloeg de gelijknamige polder (ook wel Noorderpolder) en plassen.